# 箕輪はるか
箕輪 はるか（みのわ はるか、1980年（昭和55年）1月1日 - ）は日本の女性お笑い芸人。お笑いコンビ・ハリセンボンのボケ担当。相方は近藤春菜。東京都府中市生まれ。GATE所属。

## 略歴
武蔵野市立第四中学校、東京都立保谷高等学校、早稲田大学第二文学部思想宗教系専修卒業。
中学校時代はバドミントンで都大会ベスト16になった。大学受験は早稲田一本狙いであった。浪人の時は、英語と国語の2教科を必死に勉強し、あとは小論文みたいな感じでやっていたら、早稲田に合格。数学は全然分からないという。大学生時代の学費などは奨学金とアルバイト代で賄った。
アルバイトはスーパーのレジ、水道メーターの検針員を経験し、芸人としてデビュー後も水道メーターの検針員は続けていた。「検針の仕事は天職だと思っていて、本当に辞めたくなかった」と話している。
「孤独に過ごした大学の4年間があまりに苦しくて、そこから脱したいという気持ちで吉本の養成所（NSC東京）に入りました」と語っている。2003年に近藤春菜とともハリセンボンを結成。
2009年4月、肺結核のため2か月休養した。肺結核が空気感染する病気であることから、咳をするようになった前年12月以降の接触者に対する大規模な追跡調査が行われた。5月29日に快癒、退院し、6月14日、『チュー'sDAYコミックス 侍チュート!』の収録で復帰した。
2023年12月27日、相方の近藤とともに吉本興業東京本社との所属契約を12月31日に終了し、2024年1月1日よりGATEに移籍する事が発表された。

## 人物
身長160cm、体重48kg。星座は山羊座。血液型はA型。図書館司書の資格を持つ。通称「はるか」。テレビに出始めたばかりの頃は「箕輪さん」と呼ばれていた。『天才てれびくんMAX』では視聴者公募で決まったニックネームで「みのぽー」と呼ばれている。相方の春菜には「しゃれこうべ」などと呼ばれることがある。あだ名は「死神」。
趣味は、サッカー、けん玉、ミニカー（トミカ）収集、漫画。けん玉は幼少時代から母の仕事の都合上一人で過ごすことが多く、よくやっていた結果、上達したという。けん玉三段（日本けん玉協会が定義する段位）。ミニカーは80台以上所有。
重機雑誌を購読しており、工事現場を見るとテンションが上がるらしく、大きいトラックを見ると「後ろに乗せて欲しい」と思うほど。2011年3月に小型車両系建設機械免許を取得した。

### 歯について
歯が特徴であり、出っ歯に加え前歯のうち1本が、小学生の時に転んで歯を打った時に神経が死んでおり、黒ずんでいる。知人の歯科医に手術で治療できると助言されたが、デビュー当初は「キャラがなくなる」と、断っていた。前歯だけでなく奥歯も虫歯による欠損が多く、唐揚げを一個食べるのに30分間程度咀嚼に時間がかかっていた。2015年に前歯のみ治療を行った。理由は「グルメレポで美味しそうに見えないため、作った人に申し訳ない」という気持ちからである。前歯の歯根周辺の骨が傷んでおりインプラントをすることが出来なかった。

### 私生活
2008年に放送作家でコラムニストのせきしろとの交際が報じられ、2013年に破局したことをイベントで明かした。

## 芸風
大喜利系に強く、『ダイナマイト関西』では女性初の決勝進出者となった。2022年6月25日にフジテレビの特番『まっちゃんねる』内として放送された『IPPONグランプリ』の大喜利スピンオフ企画『IPPON女子グランプリ』2022年度（第1回目）に参戦し、総合優勝を果たした（『IPPONグランプリ』の本戦には2009年に放送された第1回に出場している）。エジプトの壁画に描かれている女性のものまねをする。その他のモノマネレパートリーはビートたけしと薬師丸ひろ子。吉本興業所属時は「吉本の堀北真希」を自称していた。

## 出演

### テレビドラマ
- 誰よりもママを愛す（2006年、TBS系列） - 美容院の客 役（第1話ゲスト出演）
- ライオン丸G（2006年、テレビ東京） - ハルカ 役
- 去年ルノアールで（2007年7月29日、テレビ東京系列） - 女子大生 役
- まるまるちびまる子ちゃん〜20年後の同窓会（2007年7月12日、フジテレビ系列） - 野口笑子（大人） 役
- 猟奇的な彼女 3回戦（2008年5月4日、TBS系列） - 見返り不美人 役
- 永沢君（2013年、TBS系列） - 野口さん 役
- 都市伝説の女 Part2（2013年10月25日、テレビ朝日） - 山内リンコ 役
- 新春ドラマスペシャル 大使閣下の料理人（2015年1月3日、フジテレビ系列） - ベトナム人 役
- ヒモメン 第6話（2018年9月1日、テレビ朝日） - 高級ブティックの店員 役
- ハヤブサ消防団 第6話（2023年8月24日、テレビ朝日） - サンカクの客 役
- ダーウィンが行く!?（2024年8月20日、NHK総合） - 雨宮ちあき 役[19]

### バラエティ
- 志村屋です。（2008年 - 2010年、フジテレビ系列）
  - 志村軒（2010年 - 2012年、フジテレビ系列）
  - 志村劇場（2012年 - 2013年 、フジテレビ系列）
- Goro's Bar Presents マイ・フェア・レディ（2009年4月、TBS系列）
- 歩いて、帰る。箕輪はるか（2023年12月10日・17日・24日、BSよしもと）
- 千原ジュニアのヘベレケ（2025年6月13日・20日(予定)、東海テレビ）

### ラジオ
- ナイツ ザ・ラジオショー（2020年ー、ニッポン放送）（木曜日パートナー）

### 映画
- 日常〜恋の声〜（2007年）
- クワイエットルームにようこそ（2007年） - 患者 役

### 短編映画
- 美人の多い料理店（2013年）[20][21]

### 吹き替え
- プレーンズ2/ファイアー&レスキュー（2014年） - パインコーン 役
- 西遊記〜はじまりのはじまり〜（2014年）- 沙悟浄 役[22]
- 野生の島のロズ（2025年） - 雁の仲間 役[23]

### CM
- 京楽産業.「ぱちんこ・巨人の星」（2011年） - 星明子に扮して出演（顔のみ）

明子は大リーグ養成ギプスを付けた状態でご飯を食べる飛雄馬の様子を台所にある柱から眺める。飛雄馬と明子の映像が交互に数回映った後、箕輪の顔が映り、飛雄馬に愛の告白をする。
- GREE「ドリランド」（2013年）